# Julia de Varennes
Pour les articles homonymes, voir Varennes.
Julia de Varennes, née Odile Daniel à Paris le 25 mars 1805 et morte à Paris en 6 septembre 1849,, connue sous le nom de scène  « Mademoiselle Julia », est une danseuse française active sous la Seconde Restauration, période du ballet romantique.  
Elle fut membre de la compagnie du ballet de l'Opéra de Paris de 1823 à 1837. À partir de 1839, elle poursuivit sa carrière au théâtre de la Monnaie à Bruxelles.

## Biographie
Élève de Jean-François Coulon, « Mlle Julia » débuta le 30 octobre 1823 à l'Opéra de Paris (salle Le Peletier) par un pas de trois exécuté avec Mme Anatole et Albert dans Aladin ou la Lampe merveilleuse de Nicolò.
Quelques jours plus tard, elle fut choisie pour suppléer Fanny Bias, indisposée, dans Fernand Cortez ou la Conquête du Mexique de Spontini. Le 19 novembre suivant, elle fut applaudie dans le rôle de Thisbée du ballet Cendrillon de Nicolò. Elle tint aussi, entre autres, en 1826 le rôle de Terpsichore dans le ballet-pantomime Mars et Vénus ou les Filets de Vulcain de Blache père, en 1828 celui de Vénus lors de la première représentation de Lydie de Jean-Pierre Aumer et en 1832 celui d'Amidé lors de la première représentation de La Tentation de Coralli.

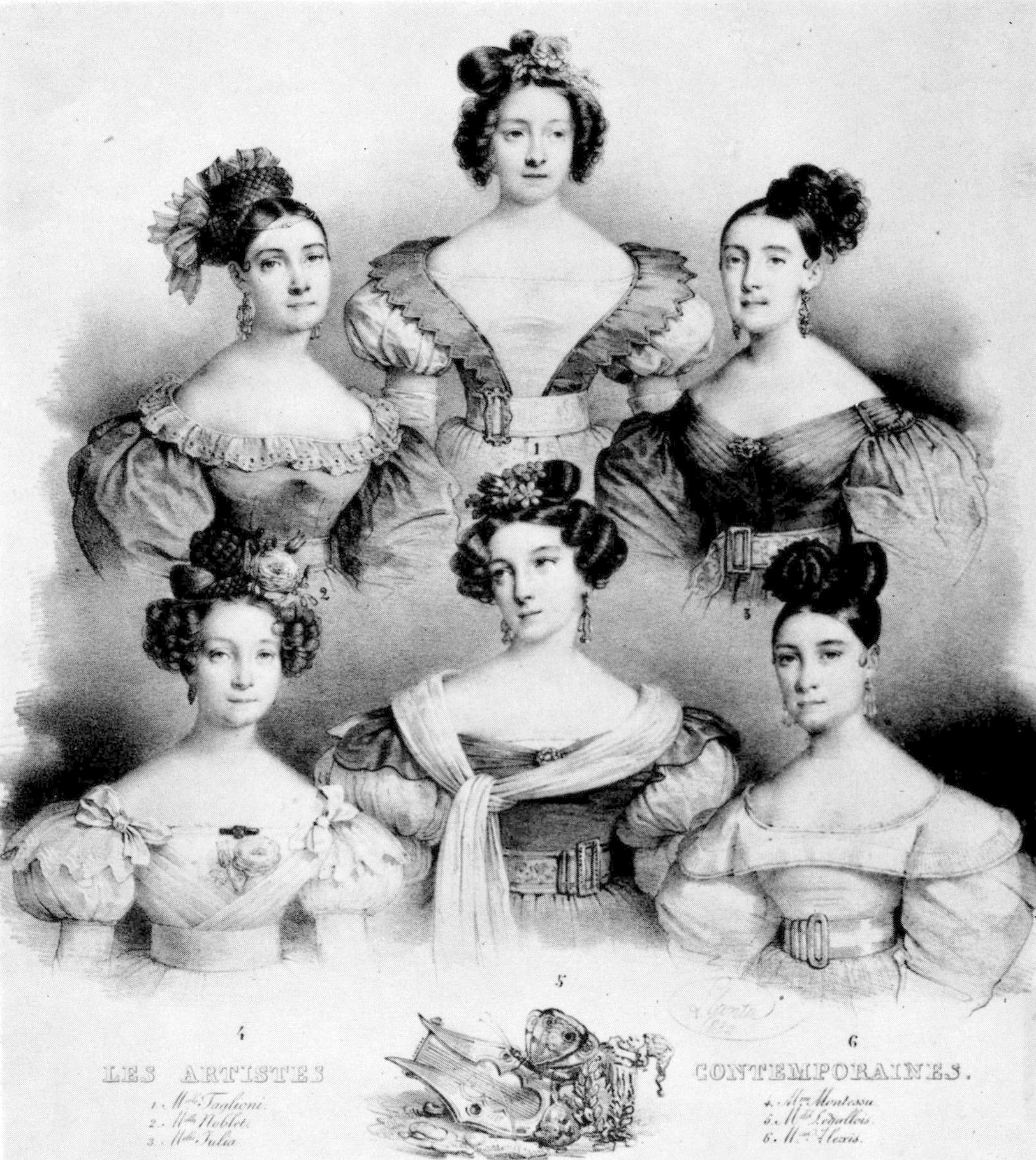
Les Artistes contemporaines, les premiers sujets du Ballet de l'Opéra de Paris, en 1832. Mlle Julia figure en haut à droite.

Selon l'Almanach des spectacles, Mlle Julia avait dès 1831 conquis le rang de premier sujet aux côtés de Mmes Noblet, Legallois, Montessu et Taglioni, avec lesquelles elle est représentée dans un portrait de groupe à mi-corps signé par Llanta en 1832, lithographié par Lemercier. La sixième danseuse représentée dans ce portrait (voir ci-contre) est Félicité Noblet, épouse du ténor Alexis Dupont, dite Mme Alexis.
En 1833, lors de la création de La Révolte au sérail de Taglioni, elle exécuta un pas de trois avec Mme Montessu et Mlle Vagon. Julia de Varennes quitta l’Opéra de Paris après y avoir dansé pendant plus d’une décennie. Pendant ces années le député Alphée Bourdon de Vatry, habitué des coulisses de la salle Le Peletier aurait été son protecteur discret. 
Elle débuta en avril 1839 à Bruxelles au théâtre de la Monnaie avec le rang de première danseuse. Elle y remplit en cette même année notamment le rôle de Gulnare dans Le Corsaire d'Albert et dansa « la guarache » dans Une journée à Naples.
Julia de Varennes mourut en septembre 1849 à Paris, à l’age de 44 ans.